# Alfredia
Alfredia, biljni rod iz porodice glavočika smješten u podtribus Carduinae, dio tribusa Cardueae. Postoji nekoliko vrsta raširenih po Aziji.

## Vrste
1. Alfredia acantholepis Kar. & Kir.
2. Alfredia aspera C.Shih
3. Alfredia cernua (L.) Cass.
4. Alfredia fetissowii Iljin
5. Alfredia integrifolia (Iljin) Tulyag.
6. Alfredia nivea Kar. & Kir.